# Palác pánů z Kunštátu a Poděbrad
Palác pánů z Kunštátu a Poděbrad, někdy nazývaný i dvorec pánů z Kunštátu a Poděbrad, je dům palácového typu stojící na adrese Řetězová 222/3, Staré Město, Praha 1. Na počátku 15. století patřil palác Bočkovi z Kunštátu, později zde několik let sídlil také Jiří z Poděbrad; odtud také pochází název paláce. Od roku 1964 je objekt kulturní památkou.

## Historie paláce
V dnešním suterénu a přízemí stavby se dochovala tehdy přízemní část a částečně první patro dvoupodlažního románského paláce pravděpodobně z 2. poloviny 12. století. Tento objekt byl tehdy pravděpodobně součástí rozlehlejšího dvorce. Přízemní a patrová část dnešního domu je postavena ve slohu gotickém a výrazně upravena ve slohu renesančním.

### Od gotiky do baroka

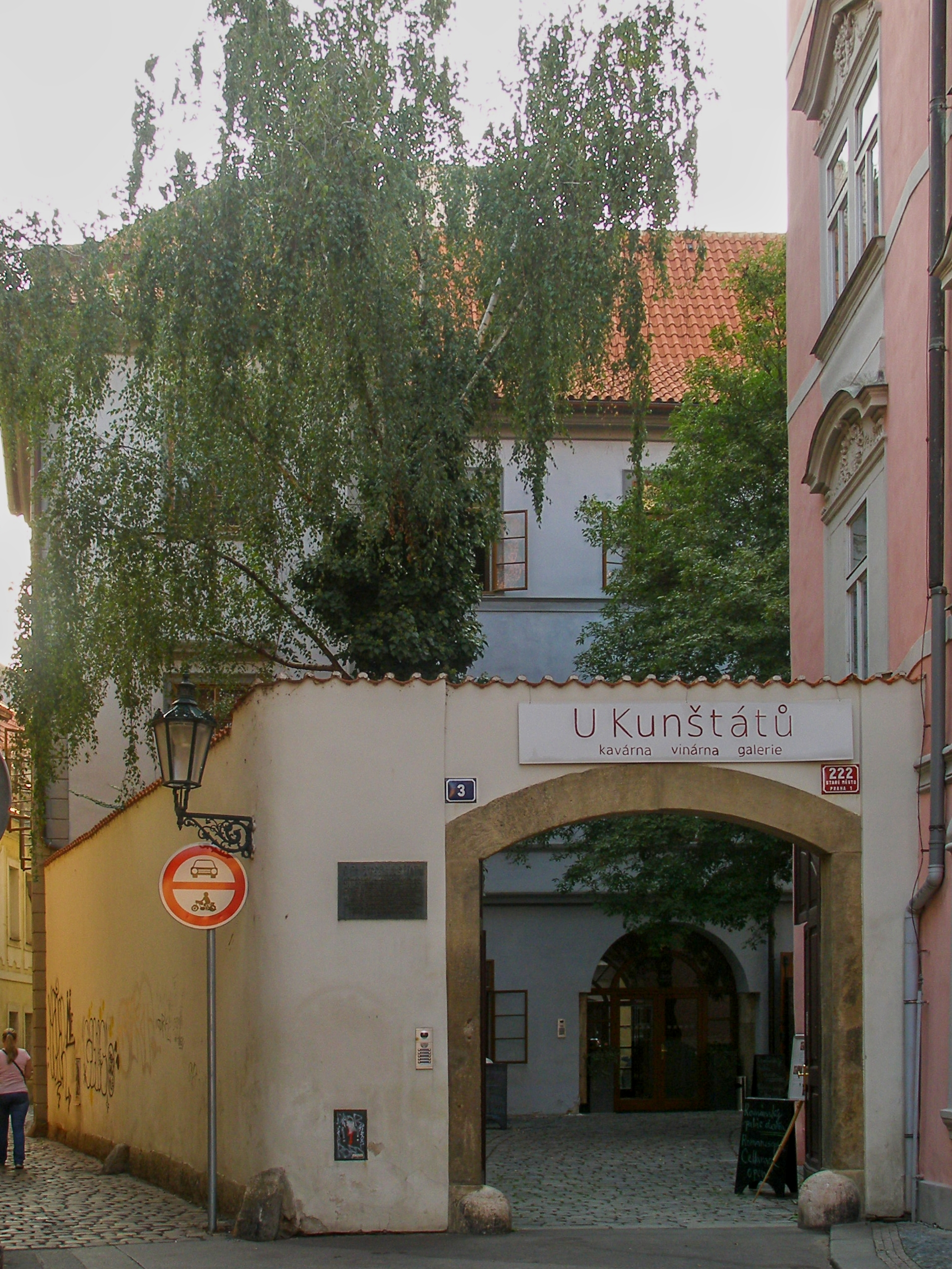
Vstup do paláce přes dvůr

Na počátku 15. století patřil dvorec nejvyššímu zemskému písaři Bočkovi staršímu z Kunštátu (snad od roku 1406 do 1417). Mezi lety 1441–1453 byl palác přestavěn a při této příležitosti navýšen o další patro. Tato přestavba je přičítána Jiřímu z Poděbrad. Majiteli se na konci 15. století stali páni z Koldic, pak Míčané z Klinštejna a od roku 1579 Dorota Hrzánová z Ocelovic a na Housce, jejíž rod palác nechal znovu přestavět v renesančním slohu. Hrzánové o majetek přišli v rámci pobělohorských konfiskací. Novými majiteli se stali Šternberkové a od začátku 18. století (někdy mezi 1713–1726) Valdštejnové, kterým palác patřil do roku 1774.

### Od 18. století do současnosti
Po roce 1774 již dům nepatřil žádnému šlechtickému rodu. V letech 1846–1847 byl upraven a namísto zbořené hospodářské části goticko-renesančního paláce byla přistavěna trojkřídlá dvoupatrová klasicistní budova (na adrese Liliová 946/14). Úpravy provedl stavitel Kašpar Předák; oba objekty jsou stavebně propojeny a mají společný dvůr.
V druhé polovině 20. století zde sídlilo archeologické oddělení a oddělení ochrany přírody Pražského střediska státní památkové péče a ochrany přírody. V roce 2007 byl palác zrekonstruován: v patrech byl přestavěn na luxusní byty, v přízemí se nachází hospoda U Kunštátů, podzemní prostory využívá Galerie Kunštát. Dům vlastní Hlavní město Praha.

## Románský palác

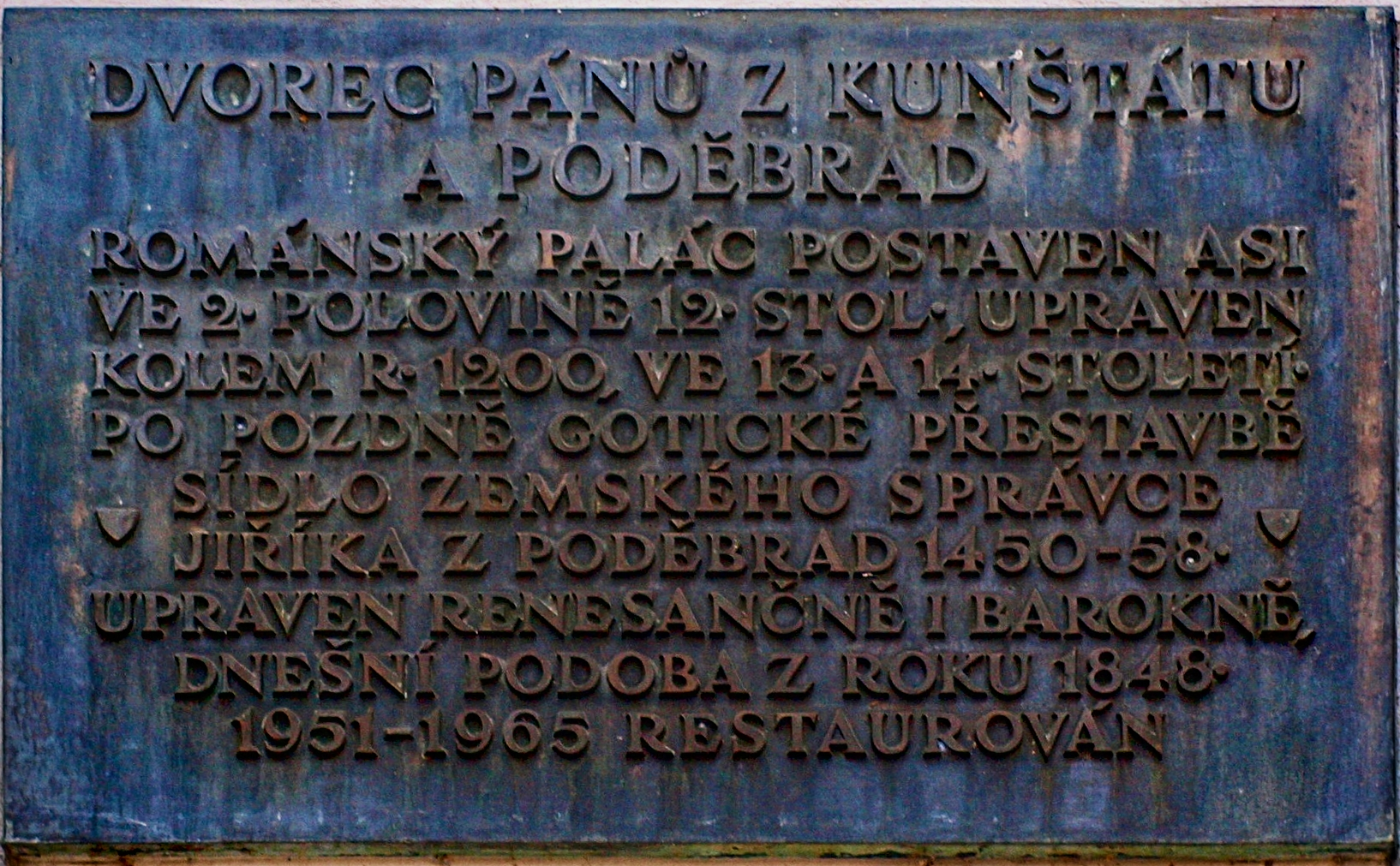
Informační tabule historie paláce

Trojprostorová síňová dispozice v dnešním suterénu patří k největším, nejvýstavnějším a také nejlépe dochovaným částem románských domů v Praze. Byla objevena v roce 1941, rozpoznána a poprvé poprvé publikována Rudolfem Hlubinkou, tehdy úředníkem stavebního odboru pražského magistrátu. Jeho tehdejší kolega Vladimír Píša pak v letech 1951 až 1960 prováděl stavebně historický průzkum. Vedle tehdy přízemních prostor a prostor v 1. patře se zachoval i severní štít, který dosahuje do výšky dnešního 1. patra. Celá stavba byla postavena z opukových kvádříků.

### Současný suterén

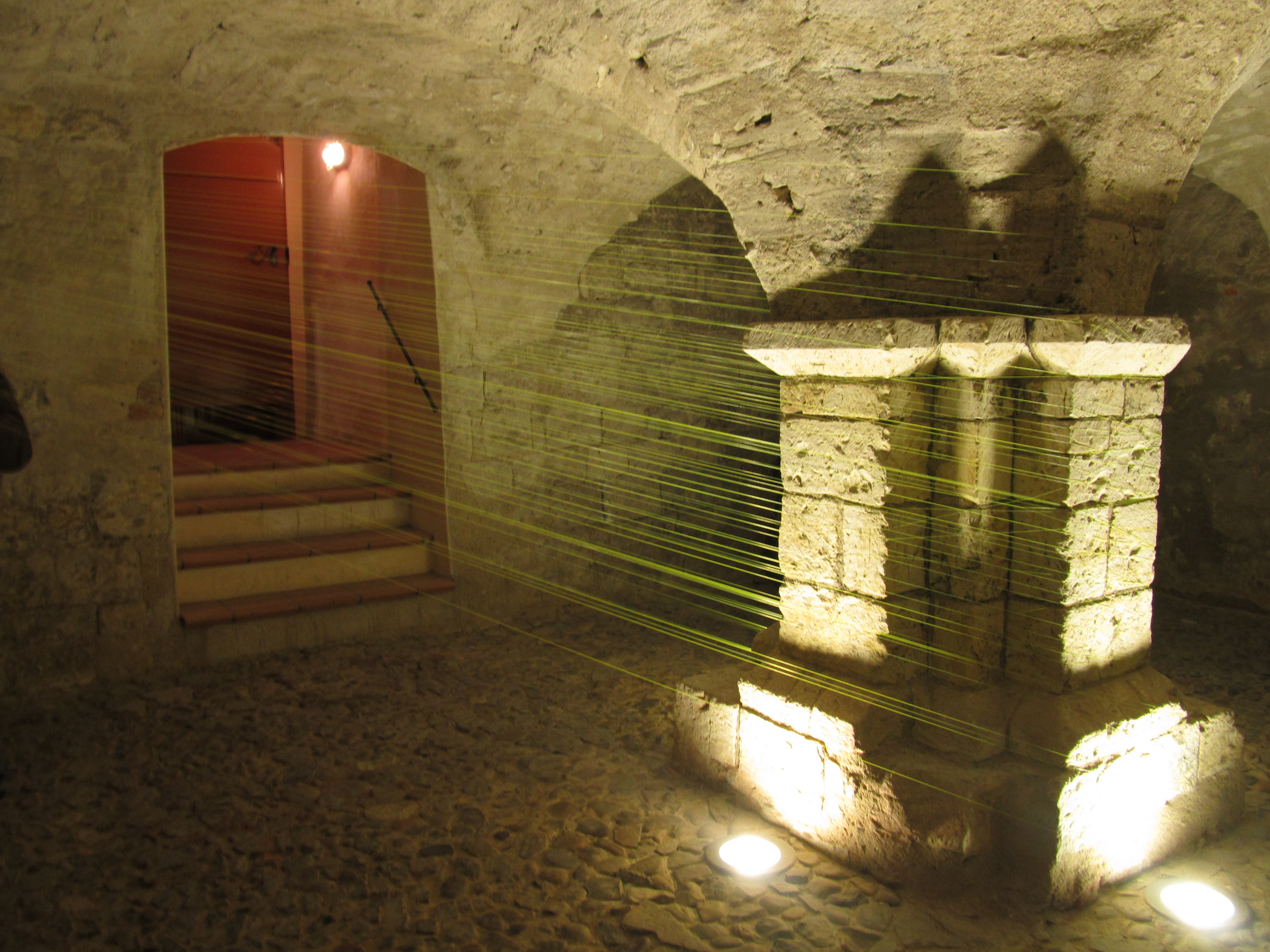
Jedna ze dvou bočních místností

Střední sál tvoří obdélný prostor zaklenutý šesti poli křížové klenby bez pasů, nesenými dvěma středními sloupy s románskými hlavicemi a patkami. Postranní prostory jen mírně podélného půdorysu jsou zaklenuté čtyřmi poli křížové klenby na střední křížové pilíře. Na některých klenbách se dodnes dochovaly otisky prken z podpůrného bednění, které bylo použito během jejich stavby. V obou postranních místnostech se v severozápadním a jihozápadním rohu nacházelo vytápěcí zařízení – krb, což svědčí o tom, že tyto místnosti byly obytné.

### Horní podlaží
Horní část paláce má stejně jako dolní část trojdílnou, pravidelnou dispozici. Pozůstatky románské stavby jsou rozpoznatelné pouze v některých částech, originální klenby se nedochovaly, ale jejich tvary jsou patrné z částečně zachovaných čelních oblouků. Střední místnost byla zaklenuta dvěma poli křížových kleneb, obě boční čtvercové místnosti byly zaklenuty jedním polem křížové klenby. V bočních místnostech byla pravděpodobně také vytápěcí zařízení.